# باردار (فیلم ۲۰۱۱)
باردار (روسی: Беременный) یک فیلم کمدی روسی محصول سال ۲۰۱۱ به کارگردانی ساریک آندرئاسیان با بازی دیمیتری دیوژف، آنا سدوکووا سدوکووا، میکائیل گالوستیان و ویله هاآپاسالو است.

## پذیرش انتقادی
این فیلم در رسانه‌های روسیه به‌طور کلی نقدهای منفی دریافت کرد.